# العلاقات الفنلندية اللاوسية
العلاقات الفنلندية اللاوسية هي العلاقات الثنائية التي تجمع بين فنلندا ولاوس.

## مقارنة بين البلدين
هذه مقارنة عامة ومرجعية للدولتين:
| وجه المقارنة                                              | فنلندا                                                                               | لاوس        |
| --------------------------------------------------------- | ------------------------------------------------------------------------------------ | ----------- |
| المساحة (كم2)                                             | 338.42 ألف                                                                           | 236.80 ألف  |
| عدد السكان (نسمة)                                         | 5.52 مليون                                                                           | 6.86 مليون  |
| الكثافة السكانية (ن./كم²)                                 | 16.31                                                                                | 28.97       |
| العاصمة                                                   | هلسنكي                                                                               | فيينتيان    |
| اللغة الرسمية                                             | اللغة الفنلندية، اللغة السويدية                                                      | اللغة اللاو |
| العملة                                                    | يورو، ماركا فنلندية                                                                  | كيب لاوي    |
| الناتج المحلي الإجمالي (بليون دولار)                      | 251.88 مليار                                                                         | 16.85 مليار |
| الناتج المحلي الإجمالي (تعادل القوة الشرائية) بليون دولار | 231.84 مليار                                                                         | 38.71 مليار |
| الناتج المحلي الإجمالي الاسمي للفرد دولار أمريكي          | 42.31 ألف                                                                            | 1.82 ألف    |
| الناتج المحلي الإجمالي للفرد دولار أمريكي                 | 40.68 ألف                                                                            |             |
| مؤشر التنمية البشرية                                      | 0.883                                                                                | 0.575       |
| رمز المكالمات الدولي                                      | +358                                                                                 | +856        |
| رمز الإنترنت                                              | .fi                                                                                  | .la         |
| المنطقة الزمنية                                           | ت ع م+02:00، ت ع م+03:00، أوروبا/هلسنكي ‏، توقيت شرق أوروبا، توقيت شرق أوروبا الصيفي ‏ | ت ع م+07:00 |

## منظمات دولية مشتركة
يشترك البلدان في عضوية مجموعة من المنظمات الدولية، منها:
| علم المنظمة | اسم المنظمة                        | تاريخ انضمام فنلندا | تاريخ انضمام لاوس |
| ----------- | ---------------------------------- | ------------------- | ----------------- |
|             | بنك التنمية الآسيوي                | 1966                | 1966              |
|             | مؤسسة التنمية الدولية              | 29 ديسمبر 1960      | 28 أكتوبر 1963    |
|             | يونسكو                             | 10 أكتوبر 1956      | 9 يوليو 1951      |
|             | وكالة ضمان الاستثمار متعدد الأطراف | 28 ديسمبر 1988      | 5 أبريل 2000      |
|             | الأمم المتحدة                      | 14 ديسمبر 1955      | 14 ديسمبر 1955    |
|             | البنك الدولي للإنشاء والتعمير      | 14 يناير 1948       | 5 يوليو 1961      |
|             | منظمة حظر الأسلحة الكيميائية       | ?                   | ?                 |
|             | مؤسسة التمويل الدولية              | 20 يوليو 1956       | 29 يناير 1992     |
|             | منظمة الشرطة الجنائية الدولية      | ?                   | ?                 |

## وصلات خارجية
- موقع وزارة الخارجية الفنلندية
- موقع وزارة الخارجية اللاوسية